# Banca Antonveneta
Banca Antonveneta S.p.A., nata come Banca Antoniana Popolare Veneta (BAPV), è stata una banca italiana con sede a Padova. Dal maggio 2008 entrò a far parte del gruppo Monte dei Paschi di Siena, fino alla definitiva fusione per incorporazione nella capogruppo avvenuta il 28 aprile 2013.
Società per azioni da aprile 2002, prima dell'ingresso nel gruppo MontePaschi contava circa 1,5 milioni di clienti, un totale attivo di quasi 50 miliardi di euro, circa 1.000 sportelli e circa 10.000 dipendenti.
Dopo la cessione alla capogruppo Monte dei Paschi di Siena delle filiali fuori dal Nord Est, contava circa 400 sportelli.

## Storia

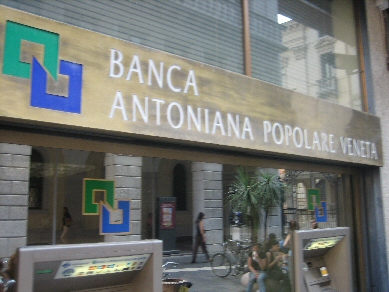
Immagine di una filiale con l'insegna originaria nel centro di Padova

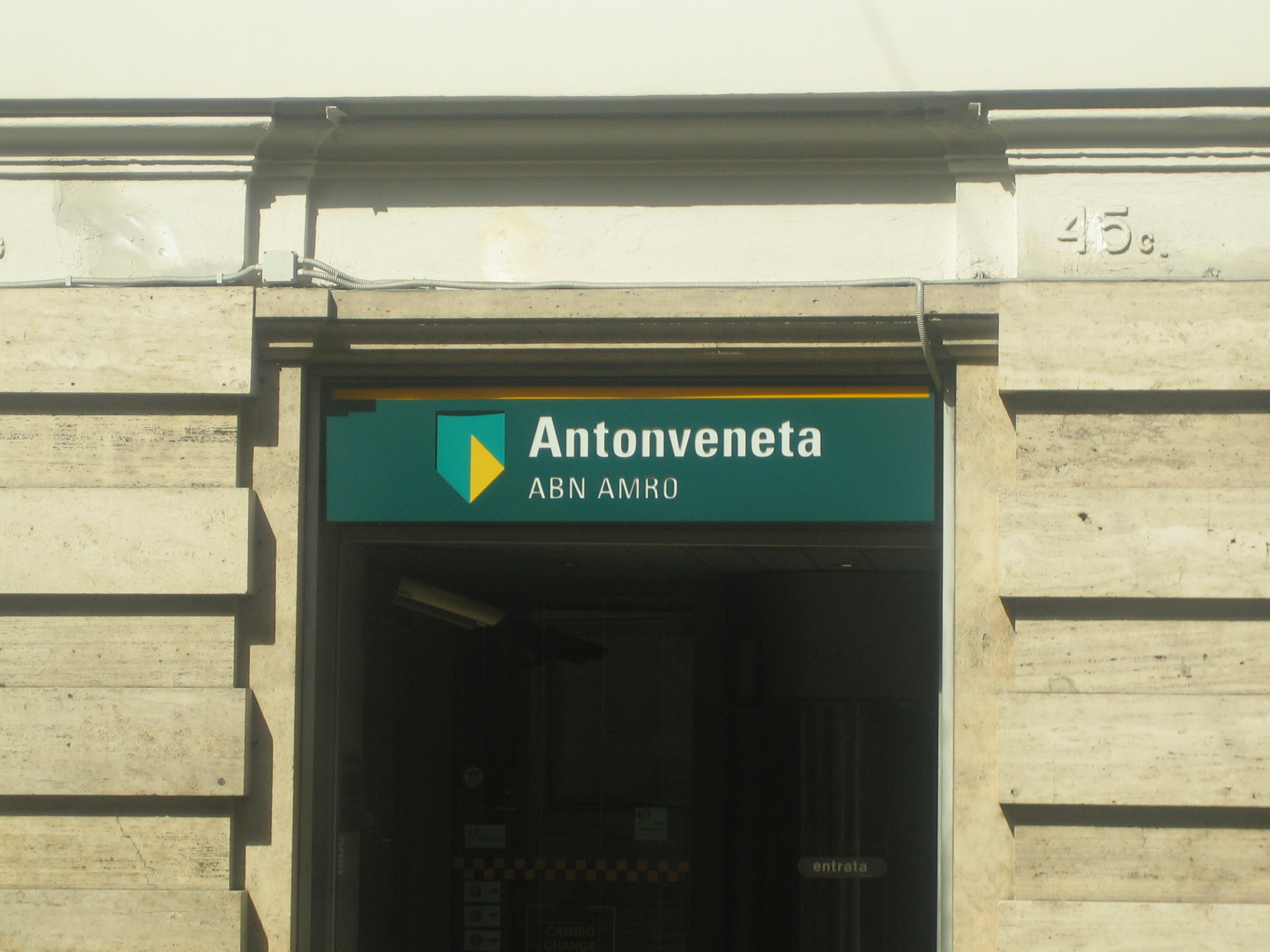
Immagine di una filiale con il logo di ABN

Banca Antonveneta nasce dalla fusione paritaria (avvenuta il 24 giugno 1996) di due banche cooperative aventi sede in Padova, Banca Antoniana e Banca Popolare Veneta, dalla successiva aggregazione di una serie di banche come la Banca Popolare Jonica, la Banca Agricola Etnea, il Credito Popolare Siracusa e dall'incorporazione di Banca Nazionale dell'Agricoltura (BNA) nel 2000. Tali processi di fusione e di incorporazione finiscono per trasformare radicalmente la struttura e il bacino di utenza della banca, dal momento che per capitalizzazione ed estensione territoriale risulta essere fra i primi dieci gruppi italiani. Tutto questo d'altra parte è stato possibile in virtù delle capacità di iniziativa del presidente dell'Antoniana Veneta Silvano Pontello.
Il 26 settembre 2005, a seguito della vicenda bancopoli, ABN AMRO sottoscrive con la Banca Popolare Italiana e con i partecipanti al patto di sindacato di Antonveneta (Emilio Gnutti, Fingruppo Holding S.p.A. G.P. Finanziaria S.p.A., Tiberio Lonati, Fausto Lonati, Ettore Lonati, Magiste International S.A. e Stefano Ricucci) un contratto per l'acquisto del 39,373% del capitale dell'istituto padovano a 26,5 euro per azione.
Con il perfezionamento dell'operazione ABN Amro si trova a detenere una partecipazione complessiva del 69,285%.
ABN Amro promuove una seconda Offerta Pubblica di Acquisto (OPA) (la prima era fallita) obbligatoria sulle azioni ordinarie Antonveneta ad un prezzo unitario pari a 26,50 euro, al fine di acquisire l'intero capitale ordinario, ed ottenere la revoca delle azioni Antonveneta dalla quotazione in Borsa. L'OPA ha successo. Successivamente in seguito ad un'ulteriore scalata iniziata nell'estate del 2007 ABN Amro viene acquisita dal consorzio Royal Bank of Scotland - Banco Santander - Fortis, e nello "spezzatino finanziario" Antonveneta dovrebbe finire sotto il controllo spagnolo.
L'8 novembre del 2007, il Monte dei Paschi di Siena annuncia con una nota di aver raggiunto un accordo con Banco Santander per l'acquisto di Banca Antonveneta per 9 miliardi di euro, esclusa la controllata Interbanca che rimane di proprietà della banca spagnola. Il prezzo di acquisizione (closing) di 9 miliardi pattuito risulta confermato anche agli atti dell'Assemblea degli Azionisti del 2012, ultima precedente l'acquisizione. A fine aprile 2013 la banca viene completamente assorbita dal Monte dei Paschi, che a norma di legge subentra all'ex controllante ABB nel finanziamento di un passivo che al 2011 ammontava a 18 mld, dei quali 15 relativi a diritti vantati da terzi. (in crescita rispetto ai 7.9 mld del 2008).

## Principali società dell'ex gruppo Banca Antonveneta
- Banca Antonveneta
- Interbanca, banca d'investimento
- Antonveneta, private banking
- Antonveneta Sgr, risparmio gestito
- Antonveneta Investment Funds Ltd, risparmio gestito
- Antonveneta Vita, bancassicurazione
- Antonveneta Assicurazioni, bancassicurazione
- Credito Lombardo S.p.A.
- Banca Agricola Etnea
- Credito Popolare di Siracusa
- Banca Popolare Jonica
- Banca Nazionale dell'Agricoltura S.p.A.
- Banca Cattolica S.p.A